# Artù (cantautore)
Artù, pseudonimo di Alessio Dari (Roma, 15 marzo 1982), è un cantautore italiano.

## Biografia
Nel 2013 pubblicò l'omonimo disco di esordio per la Leave music, da cui venne tratto il singolo Giulia domani si sposa scritto a quattro mani con Alessandro Mannarino. Nel 2014 il videoclip del brano, con l’attrice Giulia Bevilacqua come protagonista, vinse il Premio “Roma Videoclip".
Nel 2015 partecipò al festival musicale Musicultura entrando tra gli 8 vincitori..
Nel 2016 esce il suo secondo disco Tutto passa, anticipato dal singolo Roma d'Estate; lo stesso anno partecipò al Coca-Cola Summer Festival esibendosi nella sezione giovani. Nel 2017 si esibì sul palco del concerto del primo maggio a Roma.
Nel 2018 uscì il suo terzo album Vola Ale, anticipato dal singolo Ti Voglio, pezzo incompiuto di Rino Gaetano  che Anna Gaetano affidò ad Artù per completarne la stesura. Il singolo fu accompagnato da un videoclip con la direzione artistica curata da Maurizio Nichetti e diretto da Saverio Nichetti.
Nel 2019 partecipò all'album - progetto su Fabrizio de Andrè "Faber Nostrum" (Sony Legacy / iCompany), con altri artisti della scena contemporanea italiana, reinterpretando "Cantico dei drogati".
Nel 2021 esce "Astronave", seguito dai singoli "Mezzanotte meno un quarto" e "Eri tutta Roma".

## Discografia

### Album
- 2013 – Artù, (Leave Music/Universal Music)
- 2016 – Tutto passa, (Leave Music/Sony Music)
- 2018 – Vola Ale, (Leave Music/Sony Music)

### Singoli
- Bagnomaria (2013)
- Giulia domani si sposa (2014)
- Roma d'Estate (2016)
- Zitti (2016)
- Tutto passa (2017)
- Viola (2017)
- Ti voglio (2018)
- Ma lo sai cosa c'è (2018)
- Astronave (2021)
- Mezzanotte meno un quarto (2022)
- Eri tutta Roma (2022)